# Kūh Kan-e Pā'īn
Kūh Kan-e Pā'īn (persiska: كوه كَنِ پائين, كوه كَن, كوه كَنِ سُفلَى, Kūh Kan-e Pā’īn) är en ort i Iran.   Den ligger i provinsen Zanjan, i den nordvästra delen av landet, 260 km nordväst om huvudstaden Teheran. Kūh Kan-e Pā'īn ligger 465 meter över havet och antalet invånare är 145.
Terrängen runt Kūh Kan-e Pā'īn är varierad.Runt Kūh Kan-e Pā'īn är det ganska glesbefolkat, med 47 invånare per kvadratkilometer. Närmaste större samhälle är Āb Bar, 4,9 km nordost om Kūh Kan-e Pā'īn. Trakten runt Kūh Kan-e Pā'īn består i huvudsak av gräsmarker.